# Тематический апперцептивный тест
Тематический апперцептивный тест (англ. Thematic apperception test (TAT)) — проективная психодиагностическая методика, разработанная в 1930-х в Гарварде Генри Мюрреем и Кристианой Морган. Целью методики являлось исследование движущих сил личности — внутренних конфликтов, влечений, интересов и мотивов. После второй мировой войны тест стал широко применяться психоаналитиками и клиницистами для работы с нарушениями в эмоциональной сфере пациентов.
Сам Генри Мюррей определяет ТАТ следующим образом:

«Thematic Apperception Test, более известный как ТАТ — это метод, с помощью которого можно выявить доминантные побуждения, эмоции, отношения, комплексы и конфликты личности и который способствует определению уровня скрытых тенденций, которые субъект или пациент скрывает или не может показать вследствие их неосознанности»— Henry A Murray. Thematic apperception test. — Cambridge, Mass: Harvard University Press, 1943.

## История созданияметодики
Тематический апперцептивный тест был впервые описан в статье К.Морган и Г.Мюррея в 1935 году. В этой публикации ТАТ был представлен как метод исследования воображения, позволяющий охарактеризовать личность обследуемого благодаря тому, что задача истолкования изображенных ситуаций, которая ставилась перед обследуемым, позволяла ему фантазировать без видимых ограничений и способствовала ослаблению механизмов психологической защиты. Теоретическое обоснование и стандартизованную схему обработки и интерпретации ТАТ получил несколько позже, в монографии «Исследование личности» Г.Мюррея с сотрудниками. Окончательная схема интерпретации ТАТ и окончательная (третья) редакция стимульного материала были опубликованы в 1943 году.

## Процесс тестирования
Тестируемому предлагаются чёрно-белые рисунки, на большинстве которых изображены люди в бытовых ситуациях. На большинстве рисунков ТАТ изображены человеческие фигуры, чувства и действия которых выражены с различной степенью ясности.
ТАТ содержит 30 картин, некоторые были нарисованы специально по указанию психологов, другие являлись репродукциями различных картин, иллюстраций или фотографий. Кроме того, испытуемому предъявляется также белый лист, на котором он может вызвать путём воображения любую картину, какую захочет. Из этой серии в 31 рисунок каждому испытуемому обычно предъявляется последовательно 20. Из них 10 предлагаются всем, остальные подбираются в зависимости от пола и возраста испытуемого. Эта дифференциация определяется возможностью наибольшей идентификации испытуемым себя с изображённым на рисунке персонажем, так как такая идентификация легче, если рисунок включает персонажи, близкие испытуемому по полу и возрасту.
Исследование обычно проводится в два сеанса, разделённые одним или несколькими днями, в каждом из которых предъявляются последовательно в определённом порядке 10 рисунков. Допускается, однако, модификация процедуры ТАТ. Некоторые психологи считают, что в клинических условиях более удобно проводить исследование целиком в один раз с 15-минутным перерывом, другие же используют часть рисунков и проводят исследование за 1 ч.
Испытуемому предлагается придумать историю по каждой картине, в которой нашла бы отражение изображённая ситуация, было бы рассказано, что думают и чувствуют персонажи картины, чего они хотят, что привело к ситуации, изображённой на картине, и чем это закончится. Ответы записываются дословно с фиксацией пауз, интонаций, восклицаний, мимических и других выразительных движений (могут быть привлечены стенография, магнитофон, реже запись поручается самому испытуемому). Так как испытуемый не знает о значении своих ответов, касающихся, казалось бы, посторонних для него объектов, ожидается, что он раскроет определённые аспекты своей личности более свободно и с меньшим сознательным контролем, чем при прямом расспросе.
Интерпретация протоколов ТАТ не должна проводиться «в вакууме», этот материал следует рассмотреть по отношению к известным фактам жизни личности, которую исследуют. Большое значение придается подготовке и искусству психолога. Помимо знания психологии личности и клиники, он должен иметь значительный опыт работы с методом, желательно использование этого метода в условиях, когда возможно сопоставление результатов по ТАТ с подробными данными об этих же испытуемых, полученными другими средствами.

## Интерпретация результатов
Г.Линдзи выделяет ряд базовых допущений, на которых строится интерпретация ТАТ. Они носят достаточно общий характер и практически не зависят от используемой схемы интерпретации. Первичное допущение состоит в том, что завершая или структурируя незавершённую или неструктурированную ситуацию, индивид проявляет в этом свои стремления, диспозиции и конфликты. Следующие 5 допущений связаны с определением наиболее диагностически информативных рассказов или их фрагментов.
1. Сочиняя историю, рассказчик обычно идентифицируется с одним из действующих лиц, и желания, стремления и конфликты этого персонажа могут отражать желания, стремления и конфликты рассказчика.
2. Иногда диспозиции, стремления и конфликты рассказчика представлены в неявной или символической форме.
3. Рассказы обладают неодинаковой значимостью для диагностики импульсов и конфликтов. В одних может содержаться много важного диагностического материала, а в других — очень мало, или он может вообще отсутствовать.
4. Темы, которые прямо вытекают из стимульного материала, скорее всего, менее значимы, чем темы, прямо не обусловленные стимульным материалом.
5. Повторяющиеся темы с наибольшей вероятностью отражают импульсы и конфликты рассказчика.

И, наконец, ещё 4 допущения связаны с выводами из проективного содержания рассказов, касающимися других аспектов поведения.
1. Рассказы могут отражать не только устойчивые диспозиции и конфликты, но и актуальные, связанные с текущей ситуацией.
2. Рассказы могут отражать события из прошлого опыта субъекта, в которых он не участвовал, но был их свидетелем, читал о них и т. п. Вместе с тем сам выбор этих событий для рассказа связан с его импульсами и конфликтами.
3. В рассказах могут отражаться, наряду с индивидуальными, групповые и социокультурные установки.
4. Диспозиции и конфликты, которые могут быть выведены из рассказов, не обязательно проявляются в поведении или отражаются в сознании рассказчика.

В подавляющем большинстве схем обработки и интерпретации результатов ТАТ интерпретации предшествует вычленение и систематизация диагностически значимых показателей на основании формализованных критериев. В. Э. Рэнге называет эту стадию обработки симптомологическим анализом. На основе данных симптомологического анализа делается следующий шаг — синдромологический анализ по Рэнге, который заключается в выделении устойчивых сочетаний диагностических показателей и позволяет перейти к формулировке диагностических выводов, которая представляет собой третий этап интерпретации результатов. Синдромологический анализ, в отличие от симптомологического, в очень слабой мере поддаётся какой-либо формализации. Вместе с тем он неизбежно опирается на формализованные данные симптомологического анализа.